# Gagrella malkini
Gagrella malkini is een hooiwagen uit de familie Sclerosomatidae.